# Sri Potti Sriramulu Nellore
Sri Potti Sriramulu Nellore (tidigare endast Nellore eller Nellur) är ett distrikt i delstaten Andhra Pradesh i Indien, beläget på ett låglänt område på östra kusten, på ömse sidor om floden Penners mynning. Yta 20 628 km². Huvudort är Nellore; distriktet är också uppkallat efter Potti Sreeramulu. Jorden är föga bördig, och den odlade marken upptar en mindre del av arealen; däremot är boskapsskötseln av betydelse.